# Hypodryas schlumbergeri
Hypodryas schlumbergeri är en fjärilsart som beskrevs av Schultz 1907. Hypodryas schlumbergeri ingår i släktet Hypodryas och familjen praktfjärilar. Inga underarter finns listade i Catalogue of Life.